# Agràs

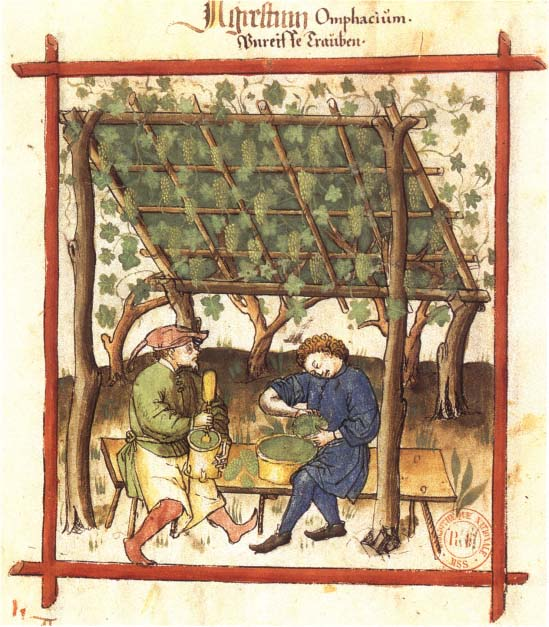
Collint raïm verd per fer-ne agràs Tacuinum Sanitatis (1474). Biblioteca nacional de França.

L'agràs (anomenat en francès verjus: "suc verd") és un suc àcid extret del raïm blanc abans que maduri del tot. Pot substituir el suc de llimona o el vinagre en la vinagreta, la mostassa, en la preparació de plats de carn o de peix i, en la preparació de salses. S'utilitza també en el "déglaçage" (recuperar els sucs de cocció del fons d'un recipient).
En la cuina medieval s'utilitzava molt. Actualment es pot trobar l'agràs embotellat en algunes botigues de gourmets. S'utilitza encara a les cuines de França, Síria, Nord de l'Iran i l'Azerbaidjan